# 革命之路
是一部2008年英国和美国合拍的浪漫劇情电影，由山姆·曼德斯导演，莱昂纳多·迪卡普里奥以及凱特·溫斯蕾主演，剧本根据理查·葉慈写于1961年的同名小說改编。本片為狄卡皮歐及溫斯蕾繼鐵達尼號後第二次合作。
電影於2008年12月15日在洛杉磯首映，电影於2008年12月26日在美國局部发行，在2009年1月23日广泛於國際发行。莱昂纳多·迪卡普里奥及凯特·温斯莱特因此片分別獲得金球獎男女主角提名，溫斯萊也因此獲獎。

## 剧情
故事发生在1955年，惠勒夫妇住在纽约市附近康涅狄格州的富裕郊区的革命路，丈夫弗兰克（莱昂纳多·迪卡普里奥）和妻子爱波（凱特·温斯莱特）育有一个女儿和一个儿子。搬進社區的惠勒一家，陸續認識房地產經紀人吉文斯夫婦——海倫和霍華德，還有鄰居坎貝爾夫婦——米莉和謝普。在旁人看來，惠勒一家是一個幸福美滿的家庭，實際上卻並非如此。
爱波是一名前舞台劇女演員，對自己苦悶無趣的郊区家庭主妇生活感到壓抑。弗兰克則鄙视自己的銷售工作，他已故的父亲也在同一个职位上曾工作了20年。
在弗蘭克的三十歲生日前一天，二人發生了激烈的爭執。隔天弗蘭克便負氣與一名同事發生了外遇時，海倫向愛波詢問是否想陪她會見在精神病院療養的兒子約翰，當晚愛波仍精心為弗蘭克準備慶生宴。愛波想起弗蘭克曾經暢談二戰時他在巴黎的遊歷十分不凡，於是她向弗蘭克提議全家一起搬到巴黎，由她就職秘書工作养家，讓弗兰克去尋覓自己真正想做的事，雙方都可以藉此實現自己的人生，也能離開這塊庸俗之地。弗兰克起初對這規劃感到猶豫，最终他接受了这一想法，惠勒全家開始想像及構築全新生活的樣貌。相比惠勒家的興奮之情，同事和朋友則认为他们的决定不成熟而且不切实际，唯一理解他們決定的人僅有海倫和霍華德的兒子約翰。
然而，爱波意外的再度怀孕，為了將來的巴黎行程她打算堕胎。同一時間，弗兰克得到公司高層的賞識而升职，初嚐成功滋味的弗蘭克對搬到巴黎的熱情褪去。後來弗兰克告诉爱波，彼此的情況都適合保持原來的生活，巴黎之事就此作罷。愛波為弗蘭克的退縮守成感到背叛，兩人發生激烈的爭執。愛波向弗蘭克控訴他不過就是個隨波逐流的世俗小人物，只會埋怨且故步自封，只会淪落到一輩子無所成就。被無情戳破事實的弗蘭克不但不肯面對自己的問題，反而用愛波想要墮胎一事當擋箭牌，殘忍的指責愛波不配擁有做為人母的資格，並強硬的拒絕再改變主意。遭受人格侮辱與夢想幻滅的雙重打擊，愛波苦悶之下與愛慕她已久的鄰居謝普在汽車裡來了一段一夜情。
約翰無情揭穿弗蘭克只想待在自己的舒適圈後，弗蘭克與愛波兩人再一次發生激烈爭執。經過思考一天後的愛波在隔天仍勉強自己早起為丈夫做早餐，並鼓勵他珍惜現在這份工作，當弗蘭克出門後，愛波洗著碗並痛哭了起來。最後，愛波決定自行堕胎終結這毫無意義與希望的生活，卻因失血過多而意外死去，留下心痛懊悔的弗蘭克與失去母親的孩子們。痛失妻子的弗蘭克後來偕同孩子們搬離革命路的家園，在城市裡以銷售電腦維生，利用工作閒暇時間陪伴孩子們。
過了一段時日，搬到革命路社區的布雷斯夫婦買下惠勒家在革命路的舊居，米莉向布雷斯夫婦闡述了惠勒家的經歷，謝普聞言哭著走出家門，請求米莉別再舊事重提。多年後，海倫向霍華德提起布雷斯夫婦似乎是最適合惠勒家舊居的住戶，然而當霍華德提起惠勒夫婦的時候，海倫話鋒一轉開始滔滔不絕解釋為什麼她不喜歡他們，故事最後以霍華德在保持沉默的狀態關掉自己的助聽器做結。

## 演員
- 莱昂纳多·迪卡普里奥 飾演 Frank Wheeler
- 凱特·温斯莱特 飾演 April Wheeler
- 麥可·夏儂 飾演 John Givings, Jr.
- 嘉芙蓮·漢恩 飾演 Milly Campbell
- 大衛·哈伯 飾演 Shep Campbell
- 嘉菲·比絲 飾演 Helen Givings
- 泰·新普金斯（英语：Ty Simpkins） 飾演 Michael Wheeler
- 理查德·伊斯頓（英语：Richard Easton） 飾演 Howard Givings
- 芮安·辛普金斯（英语：Ryan Simpkins） 飾演 Jennifer Wheeler
- 迪倫·貝克 飾演 Jack Ordway
- 柔依·卡山 飾演 Maureen Grube
- 馬克斯·凱塞拉 飾演 Ed Small
- 傑·O·山德斯（英语：Jay O. Sanders） 飾演 Bart Pollock